# Zschopau
Zschopau (pronunciación en alemán: /ˈt͡ʃoːpaʊ̯/ⓘ) es un municipio situado en el distrito de Erzgebirge, en el estado federado de Sajonia (Alemania), a una altitud de 300 metros. Su población a finales de 2016 era de unos 9000 habs. y su densidad poblacional, 400 hab/km².